# Josef Bönsch
Josef Bönsch (ur. 1899, data śmierci nieznana) – zbrodniarz nazistowski, esesman, członek załogi niemieckiego obozu koncentracyjnego Dachau.
Członek Waffen-SS od lutego 1941. Od września 1944 do wyzwolenia obozu pełnił służbę w obozie głównym Dachau jako wartownik i kierownik komanda więźniarskiego. W procesie załogi Dachau (US vs. Karl Adami i inni), który miał miejsce w dniach 11–14 października 1946 przed Amerykańskim Trybunałem Wojskowym w Dachau skazany został na 3 lata pozbawienia wolności.